# Buio in sala
Buio in sala è un cortometraggio del 1950 diretto da Dino Risi.

## Trama
Milano. Un signore acquista un biglietto del cinema, si siede in platea, accende una sigaretta e guarda un film western. Vengono inquadrati i volti e i gesti dell'operatore e dei vari spettatori (una coppia che amoreggia, un cieco col suo accompagnatore, degli adolescenti che mimano le scene d'amore del film, ecc.). Alla fine dello spettacolo, il signore visto nelle inquadrature iniziali esce sorridente dalla sala cinematografica e si incammina nella città nella quale sono ancora visibili i segni dei bombardamenti della seconda guerra mondiale.

## Altri tecnici
- Aiuto regista: Lydia C. Ripandelli